# Pyxine copelandii
Pyxine copelandii är en lavart som beskrevs av Vain. Pyxine copelandii ingår i släktet Pyxine och familjen Physciaceae.   Inga underarter finns listade i Catalogue of Life.